# Јабучић Поље
Јабучић Поље је насељено мјесто у граду Добој, Република Српска, БиХ.

## Географија
Ова мала мјесна заједница се налази на падинама планине Озрен, на десној обали ријеке Босне. Са сјевера се граничи са мјесном заједницом Поточани, са сјевероистока са МЗ Стријежевица, са истока са МЗ Трбук, са југа и запада са МЗ Шије (Федерација Босне и Херцеговине). Јабучић Поље се налази око 10 km југоисточно од града Добоја, а око 15 km сјеверно од Маглаја (Федерација Босне и Херцеговине). Кроз ову МЗ пролази и регионални пут Добој-Маглај као и жељезничка пруга са дуплим колосијеком која такође спаја Добој и Маглај. Ово село је веома богато шумом као и обрадљивим земљиштем а такође су развијени лов и риболов, тако да мјештани са ширег подручја Добоја долазе овдје да проводе своје слободно вријеме. Село има једну трговину и једну мању пилану тако да није привредно развијено а већина мјештана ради у Добоју, па је веома изражена дневна миграција становништва село-град.

## Становништво
| Демографија- | Демографија- | Демографија- |
| Година       | Становника   | Становника   |
| ------------ | ------------ | ------------ |
| 1991.        | 0            |              |